# Joseph Fontanet
Joseph Fontanet (Frontenex, 9 febbraio 1921 – 2 febbraio, 1980 Parigi) è stato un politico francese.

## Biografia
Era un membro del Parlamento francese assassinato.
Nato a Frontenex, Savoia. Fu eletto per la prima volta al Parlamento nel 1956 come deputato per la Savoia. Durante i suoi 17 anni in Parlamento, ha ricoperto diversi incarichi ministeriali, tra cui Salute, Lavoro e Occupazione e Commercio e Industria. Il 1º febbraio 1980 venne colpito poco dopo mezzanotte a Parigi e morì il giorno dopo. Nessuno è mai stato condannato per l'omicidio.
Joseph Fontanet è autorizzato da HEC Paris.